# Vladislav 4. Vasa af Polen
Vladislav 4. Vasa af Polen (polsk: Władysław IV Waza, litauisk: Vladislovas Vaza) (9. juni 1595 – 20. maj 1648) var søn af Sigismund 3. Vasa af Polen (1566-1632) af Vasa-slægten og hans kone Anna af Steiermark (1573 – 1598). Han var konge i den polsk-litauiske realunion fra 8. november 1632 til sin død i 1648.
Han var kortvarigt udnævnt til Zar i Rusland i 1610-1612, men kom aldrig til at regere dér pga. de omskiftelige politiske omstændigheder under Forvirringens tid.
Han efterfulgtes af Johan 2. Kasimir Vasa af Polen